# Boogschieten op de Paralympische Zomerspelen 2000
Op de XIe Paralympische Spelen die in 2000 werden gehouden in het Australische Sydney was boogschieten een van de 19 sporten die werd beoefend. De spelen werden gehouden van 18 tot en met 29 oktober 2000. België had geen deelnemers bij het boogschieten in 2000.

## Mannen

### Teams
| \| Rank \| Land \| Punten \| Schutters \| \| ---- \| ---------- \| ------ \| ------------------------------------------------------ \| \| 1 \| Italië \| 218 \| Salvatore Carrubba Oscar de Pellegrin Giuseppe Gabelli \| \| 2 \| Frankrijk \| 210 \| Charles Est Dejan Miladinovic Olivier Hatem \| \| 3 \| Zuid-Korea \| 200 \| Hong Gu Lee Ouk Soo Lee Hyun Kwan Cho \| |            |        |                                                        |
| Rank | Land       | Punten | Schutters                                              |
| 1 | Italië     | 218    | Salvatore Carrubba Oscar de Pellegrin Giuseppe Gabelli |
| 2 | Frankrijk  | 210    | Charles Est Dejan Miladinovic Olivier Hatem            |
| 3 | Zuid-Korea | 200    | Hong Gu Lee Ouk Soo Lee Hyun Kwan Cho                  |

### Individueel
| Klasse | Punten | land | Goud         | land | Zilver            | land | Brons              |
| ------ | ------ | ---- | ------------ | ---- | ----------------- | ---- | ------------------ |
| Staand | 108    | KOR  | Tae Sung An  | UKR  | Serhiy Atamanenko | SVK  | Imrich Lyocsa      |
| W1     | 109    | CZE  | Zdeněk Šebek | FRA  | Olivier Hatem     | FRA  | Dejan Miladinovic  |
| W2     | 113    | KOR  | Hong Gu Lee  | KOR  | Young Joo Jung    | ITA  | Oscar de Pellegrin |

## Vrouwen

### Teams
| \| Rank \| Land \| Punten \| Schutters \| \| ---- \| ------------------- \| ------ \| ------------------------------------------- \| \| 1 \| Italië \| 199 \| Paola Fantato Sandra Truccolo Anna Menconi \| \| 2 \| Verenigd Koninkrijk \| 198 \| Anita Chapman Kathy Smith Jane White \| \| 3 \| Japan \| 205 \| Naomi Isozaki Hifumi Suzuki Masako Yonezawa \| |                     |        |                                             |
| Rank | Land                | Punten | Schutters                                   |
| 1 | Italië              | 199    | Paola Fantato Sandra Truccolo Anna Menconi  |
| 2 | Verenigd Koninkrijk | 198    | Anita Chapman Kathy Smith Jane White        |
| 3 | Japan               | 205    | Naomi Isozaki Hifumi Suzuki Masako Yonezawa |

### Individueel
| Klasse | Punten | land | Goud          | land | Zilver             | land | Brons                   |
| ------ | ------ | ---- | ------------- | ---- | ------------------ | ---- | ----------------------- |
| Staand | 90     | GBR  | Anita Chapman | POL  | Malgorzata Olejnik | POL  | Malgorzata Korzeniowska |
| W1/W2  | 101    | ITA  | Paola Fantato | GBR  | Kathleen Smith     | KOR  | Hee Sook Ko             |

Atletiek · Bankdrukken · Basketbal · Boogschieten · Boccia · CP-voetbal · Goalball · Judo · Paardensport · Rugby · Schermen · Schietsport · Tafeltennis · Tennis · Volleybal · Wielersport · Zeilen · Zwemmen
Rome 1960 ·
Tokio 1964 ·
Tel Aviv 1968 ·
Heidelberg 1972 ·
Toronto 1976 ·
Arnhem 1980 ·
New York & Stoke Mandeville 1984 ·
Seoel 1988 ·
Barcelona 1992 ·
Atlanta 1996 ·
Sydney 2000 ·
Athene 2004 ·
Peking 2008 ·
Londen 2012 ·
Rio de Janeiro 2016 ·
Tokio 2020 ·
Parijs 2024 ·
Los Angeles 2028